# Montserrat Comas d'Argemir Cendra
Montserrat Comas d'Argemir Cendra   (Barcelona, 1953) és una magistrada catalana i ex vocal del Consell General del Poder Judicial. Des de 2001 és presidenta de la Secció Desena de l’Audiència Provincial de Barcelona. El 2017 va presidir el cas Palau. És membre i portaveu a Catalunya de l'associació de jutges Jutgesses i Jutges per a la Democràcia. Se la distingeix especialment per l’adaptació del sistema de justícia a la perspectiva de gènere.

## Trajectòria
Es va llicenciar en Dret per la Universitat de Barcelona l'any 1975. Va ser jutgessa d'instrucció a Arenys de Mar i Barcelona i és magistrada des del 1987. El 2001 va ser nomenada vocal del Consell General del Poder Judicial fins al 2008, etapa durant la qual va presidir l'Observatori contra la Violència Domèstica i de Gènere del mateix organisme. Des del 2001 és també presidenta de la Secció Desena de l'Audiència Provincial de Barcelona.
El 2014 va signar juntament amb una trentena de jutges i magistrats més un document titulat "Manifiesto de jueces por el derecho a decidir" on es defenia la legalitat d'un referèndum d'independència a Catalunya dins el marc constitucional espanyol actual.
El 2017 va presidir el tribunal del Cas Palau, on es va demostrar els delictes de malversació, tràfic d'influències i blanqueig de diners dels acusats i el finançament il·lícit de Convergència Democràtica de Catalunya.
És membre i portaveu a Catalunya de l'associació de jutges "Juezas y jueces por la Democracia", considerada de caràcter progressista.
El desembre de 2019, entra com magistrada a la Sala de Govern del Tribunal Superior de Justícia de Catalunya.

## Premis i reconeixements
El 2023 va rebre una Medalla d’honor pels serveis excepcionals a la justícia, atorgada pel Govern de la Generalitat de Catalunya.